# زابودوو
زابودوو (به لاتین: Zabłudów) یک شهر و گمینا در لهستان است که در گمینا زابوودوو واقع شده‌است. زابودوو ۱۴٫۳ کیلومتر مربع مساحت و ۲٬۴۰۰ نفر جمعیت دارد.